# Europavej E136
Europavej 136 (E136) er en norsk europavej, som går fra Ålesund gennem Romsdalen til Dombås, hvor den møder E6. Mellem Spjelkavik og Brastad følger den samme tracé som E39. Vejstrækningen hed tidligere europavej 69 indtil stamvejsreformen i 1992 omdøbte den til riksvei 9. Omkring år 2000 fik den igen europavejstatus.
Hele tracéen er som følger: Ålesund centrum, Spjelkavik, Sjøholt, Kjelbotnen (Vestnes), Vikebukt, Åndalsnes, Romsdalen, Lesja, Dombås. Vejens længde (undtaget den fælles tracé med E39) er 176,4 km, hvoraf 115,6 km ligger i Møre og Romsdal og 60,8 km Innlandet. Mellem Dombås og Åndalsnes løber vejen parallelt med Raumabanen, og vej og bane krydser hinanden flere steder.
Ved Horgheim i Romsdalen passerer der i gennemsnit 1800 køretøjer i døgnet (ved Bjorli 1600), heraf er 25% tungtransport. I juli er trafikken pr. døgn op mod 3500 køretøjer, og i januar ned mod 1200 køretøjer pr. døgn. I Voldsdalen (Ålesund) er døgntrafikken i gennemsnit 22.000 køretøjer, hvoraf 6,4% er tungtransport.

## Historie
Den gamle vej over Lesja og gennem Romsdalen var en vigtig vej for bønderne i Gudbrandsdalen og de omkringliggende bjerglandsbyer, blandt andet for at få adgang til havet og handelsvaren salt. Den var også en vigtig handelsvej, først til købstaden på Veøya i Romsdalsfjorden, og derefter til Romsdalsmarkedet ved dalens udmunding. På Lesja var der fra 1660 også et jernværk som solgte produkter på Romsdalsmarkedet. Vejen gennem Romsdalen og til Lesja var også moringernes letteste vej til Østlandet, da den har en højde på kun 600 m og gennem sammenhængende bygdelag. Før jernbanen blev bygget gennem Gudbrandsdalen blev hele strækningen Åndalsnes/Veblungsnes-Lillehammer i slutningen af 1800-tallet betjent med diligencer.
En gruppe skotske soldater valgte i 1612 at gå gennem Romsdalen og over Lesja på vej til Sverige. I forbindelse med Operation Weserübung i 1940 gik britiske styrker i land på Åndalsnes og deltog i kampe i Gudbrandsdalen. På det smalle og bratte punkt i Bjørnekleiva nær fylkesgrænsen blev der i april 1940 udgravet gange under vejen, hvori der blev placeret sprængstof for at hindre tysk fremrykning med Åndalsnes. Sprængstoffet blev ikke detoneret.

### Gennem Romsdalen
Vejen gennem Romsdalen var oprindeligt en ridevej eller kløvsti, som omkring år 1800 blev udvidet til en kørevej (4 m bred). I 1822 blev den postvej mellem Tofte og Veblungsnes (det daværende centrum), og i 1825 klassificeret som hovedvej. Ifølge Torvik skulle der være blevet bygget farbare vejstrækninger i Romsdalen i 1700-tallet. Først i 1844 blev vejen fuldt farbar gennem hele Romsdalen, og omkring 1850 blev den sammen med vejen over Filefjell til Lærdalsøra de eneste køreveje mellem Østlandet og Vestlandet. Ved Skiri og Flatmark ligger den nuværende tracé nærmere elven, men dele af den gamle vej er fortsat i god stand, bl.a. forbi Kors gamle kirkegård. Da Raumabanen blev bygget i 1920'erne blev kørevejen nogle steder omlagt; dette er fortsat tydeligt ved at vejen går nær og helt parallelt med jernbanen. Vejen gennem Romsdalen er flere steder blevet udsat for oversvømmelse, sten-/jordsked og sneskred. Omlægninger af vejen er blevet gjort dels for at gøre den mindre udsat, f.eks. blev den i 1880 flyttet fra bunden af Romsdalshornet til elven Rauma ved Horgheim. Fra 1869 til 1961 gik vejen i to hårnålsving ved Bjørnekleiva.

### Færger og udfordringer langs fjorden
Strækningen Våge-Innfjorden-Veblungsnes er den vejteknisk mest krævende på E136, og blev betjent af båd og færge til efter krigen. Strækningen blev påbegyndt før krigen, og arbejdet fortsatte til dels i okupationstiden. Anlægsarbejdet modtog tilskud fra blandt andet Ålesund kommune (som ønskede hurtigere fremdrift) og dels budget til jernbaneanlæg. Våge-Veblungsnes var farbar, men ikke officielt åbnet, i 1944. Vejstrækningen blev udstyret med flere overbygninger mod sten- og sneskred. Allerede i anlægsperioden gled dele af vejen. I 1965 skete der et stort stenskred ved Skoltaneset, som tog vejbanen med sig ud i fjorden. I 1989 omkom en person, da et nyt stenskred ødelagde vejbanen. Strækningen blev derefter taget ud af brug og betjent af en midlertidig færgeoverfart, indtil Innfjordtunnelen var færdig.
Strækningen Vestnes-Våge havde sammenhængende kørevej i midten af 1800-tallet. Strækningen Ørskog (Sjøholt) til Vestnes over Ørskogfjellet er en gammel færdselsvej, som fra 1787 indgik i Den trondhjemske postvej.
I 1921 sejlede de første bilfærger på strækningen Vestnes-Åndalsnes, og efter nogle år blev ruten udvidet til også at omfatte Molde. Indtil der kom kørevej mellem Våge og Veblungsnes, gik biltrafikken med færge Våge til Norvik i Eidsbygda på nordsiden af Romsdalsfjorden, og videre rundt om Isfjorden til Åndalsnes. Bilfærgeruten mellem Norvik og Våge blev indviet i 1930, efter at der var kommet en sammenhængende kørevej mellem Eidsbygda og Isfjorden, og efter et par år blev færgeruten Vestnes-Åndalsnes nedlagt. Samtidig blev der oprettet en ny forbindelse til Molde via Sølsnes-Åfarnes. Færgestrækningen Våge-Norvik var herefter den eneste mellem Ålesund og Åndalsnes. Den private færgerute Våge-Norvik blev nedlagt i løbet af 1945, da vejen Innfjorden-Veblungsnes blev taget i brug.
NS-politikeren Gulbrand Lunde druknede ved Våge færgekaj på vej til Norvik. Hændelsen førte til et pålæg om bom på færgelemmene.

### Standard
Vejen er landevej hele strækningen, og har normal norsk bredde, ca 7-8 m, dvs. to normale kørefelter på 3,5 m uden eller med smal vejkant, undtagen på nogen korte strækninger i Rauma kommune hvor den er smallere. Den er oftest ikke lige så krum som E39 og E134 . Nogen vejkort tegner den som motortrafikveje uden for Ålesund, hvilket den ikke er skiltet som selvom standarden der næsten er en sådan. Den kan have været det tidligere. Vejen har sammenlagt 9,9 km tunnel, den længste på 6,6 km (2013).

### Fremtid
En bro over Tresfjorden er under bygning og forventes at være færdig i 2015. Den skal blive 1,2 km lang og forkorte E136 med 12 km. En tunnel på 3,3 km er under bygning og forventes ligeledes  at være færdig i 2015. Den ligger mellem Tresfjorden og Åndalsnes.[kilde mangler]

## Kommuner og knudepunkter

### Møre og Romsdal
Ålesund
Nedre Strandgate
- Fv390 Ivar Aasens gate fra Aspøya mod Slinningen (4,8 km)
- Hellebroa (Brusundet, 13 m)

Lorkenesgata
- Notenesgata → Skansekaia
  -  Hurtigruten, biler kan tages med

Keiser Wilhelms gate
- Korsegata → Skansekaia

Sjøgata
- Fv395 Røysegata til Fv399 Nørvegata (2,3 km)

Uden navn
- -  658 Ellingsøytunnelen fra Ålesund mod  Ålesund lufthavn (Vigra)
- Ysteneset bru (over Rv658, 94 m)
- Fv399 Nørvegata fra Nørvevika mod Åse
- Sørnestunnelen (245 m)
- Fv399 Borgundvegen vest mod Nørvevika
  - ⇓ Skuggebrua, mod Fv399 (Nørvasundet, 76 m)
- Nørvasundbrua (Nørvasundet, 75 m)
- Fv399 Borgundvegen øst til Åse
- Skuggetunnelen (183 m)
- Breivika-Lerstad under planlægning (9,6 km). Der planlægges en ny firesporet vej i tunnel fra Breivika til Lerstad. Den vil erstatte den nuværende Lerstadveg Fv398 og E136 gennem bydelene Moa og Åse. Byggestart 2014, klar 2018.[kilde mangler]
- Fv398 Lerstadvegen fra Lerstad til Ytterholen (E136 svinger i krydset)
- Hatlaåstunnelen (323 m)
- Fv399 Borgundvegen, Åse (E136 svinger i krydset)

Borgundvegen
- Fv396 Borgundfjordvegen fra Åsestranda til E39 Nedregården
- Fv111 til Fv396 Nergarden, Borgundvegen fra Spjelkavik til Brusdal i Skodje (E136 svinger i krydset)

Uden navn
- E39 fra Breivika/Spjelkavik mod  Solavågen i Sula, fælles tracé med Kjelbotnen, Fv392 til Fv398 Lerstadvegen (0,2 km)
- Fv110 til Fv111 Brusdalsvegen og til Fv661 Digernes, Fv398 Lerstadvegen
- Fv111 arm Rødsetstrand

Skodje
Uden navn
- Fv111 fra Brusdal mod E136 Spjelkavik i Ålesund
- 661 fra Digernes Solnør til E39 Vestnes
- 656 fra Valle til 60 Magerholm i Ålesund
- 661 fra Solnør til Digernes til E39 Vestnes

Ørskog
Ålesundvegen
- Fv104 Solnørdalsvegen fra Sjøholt til 661 Skodjevåg i Skodje (8,5 km)
- 650 Stordalsvegen fra Sjøholt til  Gravaneset i Stranda → 60 til 63 Linge i Norddal
- Fv103 fra Gjerde til 650 Giskemo (1,5 km)
- Landedalen
- Krabbefelt på begge sider over Ørskogfjellet

Vestnes
- E39 fra Kjelbotnen mod  Furneset (E136 svinger i krydset)
- E39 arm Skorga
- Skorgen bru (81 m) over Skorgelva

- Tresfjordbrua (1290 m) mellem Vestnes ved E39 og Vikebukt. Byggefase startet efteråret 2012, formentlig færdig november 2015.[kilde mangler]
- Fv165 fra Tresfjord til Fv164 Skeidsvoll (3,9 km)
- Sylte bru (20 m) over Tressa
- Fv164 fra Kyrkjesylte til Øvstedalen
- Vikebukt
- Gjermundnesåsen

Rauma
- Hjelviktunnelen (341 m)
- Fv170 Straumsvegen fra Øygarden til Våge (4,7 km)
- Reistadbrua (61 m)
- Fv170 Våge
- Bompenge efter åbningen af Tresfjordbrua
- Vågstrandstunnelen (3665 m) / gammel tracé  Farkvamtunnelen (85 m)
- Måndalstunnelen (2080 m)
- Fv171 fra Sæbø i Måndalen til Voll (6,5 km)
- Månabrua (Måna, 24 m)
- Fv171 Voll
- Bøbrua (Innfjordselva, 28,6 m)
- Fv173 fra Innfjorden til Berill (7,3 km)
- Innfjordtunnelen (6596 m)
- Ny vejtracé ved Veblungsnes
- Veblungsnes
- Fv174 Gryttenvegen fra Raumabrua til 63 Soggeberget (4,7 km)
- Raumabrua (Rauma, 131,4 m)
- 64 fra Åndalsnes mod  Åfarnes → E39 Molde (E136 svinger i krydset)
- 63 "Trollstigvegen" fra Sogge bru mod  Linge i Norddal → 15 i Skjåk
- Halsatunnelen (Raumabanen, 142 m)
- Vasstranda
- Trollveggen
- Skiriundergangen, Raumabanen
- Flatmark - Monge, ny vej under planlægning (5,3 km). Vejen vil blive 8,5 m bred og dimensioneres til en fartgrænse på 80 km/t. Byggestart uklar, men omtalt i Nasjonal transportplan 2013-2023.[kilde mangler]
- Fossundergangen,[7] Raumabanen
- Verma
- Slettafossen
- Forbikørselsfelt planlagt fra Rødstøl og helt til fylkesgrænsen til Oppland.[kilde mangler]

### Oppland
Lesja
Romsdalsvegen
- Raumabanen, Stuguflåten bru
- Fv517 Rånåvegen fra Bjorli til Rånågrenda (4,4 km)
- Ved støtte Olav den hellige
- Fv519 Strandvegen fra Lesjaskog mod Bjølverud (5,5 km)
- Lesjaverk nord
- Lora
- Raumabanen, Lora bru
- Fv512 til Lesja stasjon (40 m)
- Bomvej til Aursjøen
- Fv496 Kyrkjevegen fra Lesja til E6 Dombås
- Ved Aurstad handel
- Fv496 arm Vestsidevegen, Jora
- Jora
- Jori bru (Jora, 50 m)

Dovre
Romsdalsvegen
- E6 Trondheimsvegen fra Dombås mod 70 Oppdal, Gudbrandsdalsvegen mod 15 Otta